# Olimpiada Ludowa
Olimpiada Ludowa (kat. Olimpíada Popular, hiszp. Olimpiada Popular) – igrzyska olimpijskie, które miały odbyć się w 1936 w Barcelonie, alternatywnie do igrzysk w Berlinie.

## Historia
Olimpiada Ludowa została ogłoszona w lutym 1936 przez hiszpański rząd, który nie zgadzał się z organizowaniem igrzysk olimpijskich w nazistowskich Niemczech. Miała odbyć się w dniach 19–26 lipca 1936. Do udziału w niej zgłoszono ponad 6 tysięcy sportowców (czyli więcej niż na berlińskie igrzyska) z 23 państw i regionów. Były to: Algieria, Alzacja-Lotaryngia, Anglia, Belgia, Kanada, Katalonia, Dania, Stany Zjednoczone, Kraj Basków, Francja, Galicja, Grecja, Holandia, Węgry, Maroko Hiszpańskie, Maroko Francuskie, Norwegia, Palestyna, Portugalia, Szwecja, Szwajcaria i Czechosłowacja. Osobną reprezentację mieli także żydowscy emigranci.
Mieli oni startować w 16 dyscyplinach. Większość sportowców została wysłana przez związki zawodowe oraz organizacje lewicowe. Dwa dni przed planowanym rozpoczęciem Olimpiady Ludowej wybuchła hiszpańska wojna domowa. Część sportowców, którzy przyjechali do Barcelony na Olimpiadę Ludową, zasiliła szeregi Brygad Międzynarodowych. Większość francuskich sportowców wróciła do Francji dwoma wyczarterowanymi statkami Djenné i Chella. Zorganizowano również powrót 20–30 żydowskich sportowców, którzy przybyli z Palestyny. Tylko trzech z nich pozostało i zginęli podczas walk.
W 1992 roku Ariel Camacho i Laurent Guyot wyreżyserowali film dokumentalny Barcelone 1936, les Olympiades oubliées.